# Кубічний кілометр
Кубічний кілометр — одиниця об'єму, яка містить у собі 1 000 000 000 (мільярд) метрів кубічних. У математиці позначається — км³. Часто вживається для вираження об'єму великих тіл, а саме: водойм, планет, інших космічних тіл.

## Співвідношення
1 км³ = {\displaystyle 1000\times 1000\times 1000} м³ = мільярд кубометрів = 1 млрд м³ = 1 тералітр = 1 {\displaystyle \times } 1012 л